# 13994 Tuominen
13994 Tuominen è un asteroide della fascia principale. Scoperto nel 1993, presenta un'orbita caratterizzata da un semiasse maggiore pari a 2,3987944 UA e da un'eccentricità di 0,1281571, inclinata di 7,72250° rispetto all'eclittica.